# Abrothrix hirta
Abrothrix hirta és una espècie de mamífer rosegador de la família dels cricètids. És endèmic del Con Sud de Sud-amèrica (Argentina i Xile). Els seus hàbitats naturals són els boscos i les estepes àrides. El seu estat de conservació encara no ha sigut avaluat per la Unió Internacional per a la Conservació de la Natura (UICN). El seu nom específic, hirta, significa ‘peluda’ en llatí.